# Кігіляхський хребет
Кігіляхський хребет (рос. Кигиляхский хребет; якут. Киһилээх) — гірський масив в республіці Саха, Далекосхідний федеральний округ, Росія Найближче місто — Батагай, найближчий аеропорт — Батагай.. Належить до хребта Черського, Східносибірське нагір'я
Гори увінчані скельними утвореннями Кігілях — найвищий 30 м заввишки, . Кігілях означає «гора, що має чоловіка», або «одружена гора» з якутської.

## Географія
Кігіляхський хребет знаходиться на північно-східному кінці хребта Черського. Це середньовисотні гори, простягаються приблизно в напрямку WNW/ESE приблизно на 80 км. Найвища вершина — 1548 м. Хребет складається з двох хребтів другого рангу, розділених ущелиною на сході та заході
Річка Адича перетинає хребет у його західній частині